# Avenue Albert Desenfans
Pour les articles homonymes, voir Desenfans.
L'avenue Albert Desenfans (en néerlandais : Albert Desenfanslaan) est une avenue bruxelloise de la commune de Schaerbeek qui va de la chaussée de Helmet en remontant jusqu'au boulevard Lambermont et en passant par la rue Docteur Élie Lambotte. Un seul côté de l'avenue est bâti et la numérotation paire, impaire se suit.
Cette avenue porte le nom d'un sculpteur belge, Albert Desenfans, né à Genappe le 24 janvier 1845 et décédé à Braine-l'Alleud le 12 mars 1938.